# Биксби (Оклахома)
Биксби (енгл. Bixby) град је у америчкој савезној држави Оклахома.

## Демографија
По попису из 2010. године број становника је 20.884, што је 7.548 (56,6%) становника више него 2000. године.
| Група             | 2000.          | 2010.          |
| Белци             | 11.377 (85,3%) | 17.048 (81,6%) |
| Афроамериканци    | 125 (0,9%)     | 329 (1,6%)     |
| Азијати           | 65 (0,5%)      | 341 (1,6%)     |
| Хиспаноамериканци | 530 (4,0%)     | 1.033 (4,9%)   |
| Укупно            | 13.336         | 20.884         |